# Scilla laxiflora
Scilla laxiflora är en sparrisväxtart som beskrevs av John Gilbert Baker. Scilla laxiflora ingår i släktet blåstjärnesläktet, och familjen sparrisväxter. Inga underarter finns listade i Catalogue of Life.